# Altocumulus

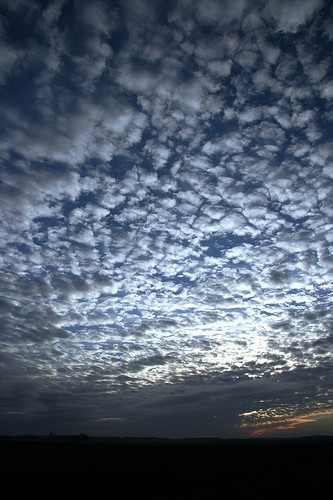
Altocumulus

Altocumulus (Ac) či vyvýšená kupa jsou menší či větší oblaky bílé až šedé barvy, popřípadě obojí. Skládají se z částeček ve tvaru vln, oblázků nebo valounů, které jsou navzájem oddělené, ale mohou i souviset. Vyskytují se uspořádané do řad, někdy i ve více vrstvách; tyto části od sebe bývají odděleny ostře ohraničenými bezoblačnými pásy.
Mívají vláknitý či rozplývavý vzhled, ale jejich obrysy jsou ostře ohraničeny. Zřídka mohou připomínat síť nebo včelí plást, pokud se v jejich ploše vyskytují malé okrouhlé mezery s řásnitými okraji.
Tvoří je drobné kapičky vody, avšak při velmi nízkých teplotách mohou vznikat ledové krystaly. Altocumuly se vytváří v oblasti středního patra (1,5 – 7 km) při okraji rozsáhlé vystupující vzduchové vrstvy. Může vzniknout z cumulu, když přestane být zásobován vlhkostí. Skládají se buď z malých, zahuštěných částí, nebo jsou celistvým, hladkým oblakem.
Mají vlastní stín; v posledním jmenovaném případě je tento stín markantní, avšak průsvitnost altocumulů je proměnlivá.
Měsíc i Slunce pouze prosvítají; jejich kotouč je neohraničený, kolem se vytváří malý kruh.
Často lze na oblacích tohoto typu pozorovat korónu či irizaci. Pokud z oblaku vypadávají ledové krystalky, vznikají také halové jevy jako nepravé slunce či halový sloup.